# صورت نرمال هسه

نرمال (قرمز) و فاصلهٔ نرمال از مبدأ مختصاتی (سبز)، محاسبه شده با صورت نرمال هسه

صورت نرمال هسه (انگلیسی: Hesse normal form)، که به افتخار اتو هسه نامگذاری شده‌است، معادله‌ای است که در هندسه تحلیلی به‌کار می‌رود و نمایانگر یک خط در فضای دوبعدی، یک صفحه در فضای سه‌بعدی، یا یک ابرصفحه در ابعاد بالاتر است.
این معادله در اصل برای محاسبهٔ فاصله (فاصلهٔ نقطه از خط و نقطه از صفحه) به کار می‌رود و در نشان‌گذاری بردار به صورت زیر نوشته می‌شود:
{\displaystyle {\vec {r}}\cdot {\vec {n}}_{0}-d=0.\,}
نقطه. نشانگر ضرب داخلی یا ضرب اسکالار است و بردار {\displaystyle {\vec {n}}_{0}} نشانگر بردار واحد {\displaystyle E} یا {\displaystyle g} است که از مبدأ مختصاتی به سمت صفحه یا نقطهٔ مورد نظر کشیده شده‌است. مقدار d که بزرگتر از صفر است به فاصلهٔ خط یا صفحه از مبدأ مختصاتی اشاره دارد.